# Stenalia dolini
Stenalia dolini là một loài bọ cánh cứng trong họ Mordellidae. Loài này được Lazorko miêu tả khoa học năm 1974.